# László Forgács
László Forgács   (26 de febrer de 1911) va ser un atleta hongarès, especialista en curses de velocitat que va competir durant la dècada de 1930.
En el seu palmarès destaca una medalla de plata en els 4x100 metres del Campionat d'Europa d'atletisme de 1934, formant equip amb József Kovács, József Sir i Gyula Gyenes. En aquesta cursa aconseguiren millorar el rècord nacional amb un temps de 41,4". El 1933 guanyà el campionat nacional dels 100 metres. Aquell mateix any igualà el rècord nacional dels 100 metres amb un temps de 10.6".

## Millors marques
- 100 metres. 10.6" (1933)